# تقنيات الهندسة الوراثية
تقنيات الهندسة الوراثية (بالإنجليزية: Genetic engineering techniques) يمكن إجراء الهندسة الوراثية باستخدام تقنيات متنوعة، وهناك عدد من الخطوات التي يجب اتباعها قبل إنشاء كائن معدل وراثيًا، تتمثل الخطوة الأولى باختيار الجين الذي يرغب المهندسون في إضافته أو تعديله أو حذفه، من ثم عزل الجين ودمجه مع العناصر الوراثية الأخرى باستخدام ناقل مناسب، وبعدها يدخل الجين ضمن المادة الوراثية للمضيف، ما يؤدي إلى تكوين كائن حي معدَّل وراثيًا. تطورت القدرة على هندسة الكائنات الحية وراثيًا عبر سنوات من البحث والاكتشاف حول كيفية عمل الجينات وتعديلها والتلاعب بها. شملت التطورات المهمة في هذا المضمار اكتشاف الأنزيمات المقيدة وأنزيمات ليغاز الحمض النووي الريبوزي منقوص الأكسجين وتطوير تفاعلات البلمرة المتسلسلة.
سمحت هذه التقنيات بعزل الجين المحدد ثم دمجه في ناقل، وأحيانًا إضافة أنزيمات محفزة. يمكن تعديل الجين أيضًا في هذه المرحلة لجعله أكثر كفاءة، ثم إدخاله في جينوم الكائن الحي للمضيف. يُدخل الجين في الحيوانات عادةً في الخلايا الجذعية الجنينية، أما في النباتات يمكن إدخاله في أي نسيج يمكن زراعته في نبات كامل التطور. تشمل التقنيات الشائعة لإدخال الجينات الحقن المجهري أو استخدام فيروس كوسيط أو استخدام وسيط جرثومي. تجرى حاليًا المزيد من الاختبارات على الكائنات الحية الناتجة عن عمليات التعديل هذه لضمان استقرارها الحيوي واستقرار مادتها الوراثية. يكون نسل الجيل الأول الناتج متغاير الزيجوت، ما يتطلب تكاثرهم لخلق نمط متماثل الزيجوت الضروري لتحقيق الوراثة المستقرة. يجب تأكيد تماثل الزيجوت في عينات الجيل الثاني.
أدخلت التقنيات التقليدية الجينات بشكل عشوائي في جينوم المضيف، وسمحت التطورات بإدخال الجينات في مواقع محددة داخل الجينوم، ما يقلل من الآثار الجانبية غير المقصودة للإدخال العشوائي. تعتمد أنظمة الاستهداف المبكرة على نوكليازات الزنك، ومنذ عام 2009 طُورت أنظمة أكثر دقة وأسهل تنفيذًا، وقد تكون هذه الإجراءات مفيدة في العلاج الجيني والإجراءات الأخرى التي تتطلب استهدافًا دقيقًا أو عالي الإنتاجية.

## تاريخ
ساهمت العديد من الاكتشافات والتطورات المختلفة في تطوير الهندسة الوراثية. بدأ التعديل الجيني الموجه على يد الإنسان من خلال تدجين النباتات والحيوانات عبر الاصطفاء الاصطناعي في حوالي 12000 قبل الميلاد. طُورت تقنيات مختلفة للمساعدة في التكاثر والاختيار. كان التهجين أحد الطرق التي يمكن من خلالها إدخال التغييرات السريعة في التركيب الجيني للكائن الحي. حدث تهجين المحاصيل لأول مرة عندما بدأ البشر يربون أنواعًا نباتية وحيوانية متميزة وراثيًا، وكانت بعض النباتات قادرة على التكاثر عن طريق الاستنساخ.
اكتشفت الوراثة الجينية لأول مرة على يد غريغور مندل في عام 1865 بعد تجاربه على البازلاء، وفي عام 1928 ثبت فريدريك غريفيث «وجود مبدأ التحويل» ضمن العملية الوراثية والذي حدد لاحقًا باسم الحمض النووي في عام 1944 من قبل أوزوالد أفيري وكولين ماكليود وماكلين مكارتي. طور فريدريك سانغر طريقة لتسلسل الحمض النووي في عام 1977، ما أدى إلى زيادة كبيرة في المعلومات الجينية المتاحة للباحثين، وبعد اكتشاف وجود الحمض النووي وخصائصه، كان لابد من تطوير أدوات تسمح بتعديله، ففي عام 1970 اكتشف مختبر هاميلتون سميث أنزيمات تقييدية تمكن العلماء من عزل جينات محددة من الجينوم الكلي للكائن الحي، واكتُشفت أنزيمات ليغاز الحمض النووي الريبوزي منقوص الأكسجين التي تربط الحمض النووي المكسور معًا في عام 1967. استخدم الأنزيمان معًا في الهندسة الوراثية وأصبح من الممكن قص ولصق أجزاء الحمض النووي، وأصبحت البلازميدات التي اكتشفت في عام 1952 أدوات مهمة لنقل المعلومات بين الخلايا وتكرار تسلسل الحمض النووي. سمح تفاعل البوليميراز المتسلسل الذي طوره كاري موليس في عام 1983، بتضخيم أجزاء صغيرة من الحمض النووي (تكرارها) والمساعدة في تحديد وعزل مواد جينية منها.
بالإضافة إلى تعديل الحمض النووي، كان لابد من تطوير تقنيات لإدخاله في جينوم الكائن الحي. أظهرت تجربة غريفيث أن بعض الجراثيم لديها القدرة على امتصاص الحمض النووي الغريب والتعبير عنه بشكل طبيعي، استخدمت جرثومة الإشريكية القولونية في عام 1970 لهذا الغرض عن طريق معالجتها بمحلول كلوريد الكالسيوم الذي طُور في أواخر الثمانينيات، ما أدى إلى زيادة كبيرة في الكفاءة. اكتشفت جرثومة أغروباكتريوم توميفاسيانز التي تسبب أورامًا للنبات في أوائل السبعينيات، ووجد الباحثون أن هذه البكتيريا تدخت حمضها النووي في النباتات باستخدام بلازميدات خاصة من خلال إزالة الجينات من البلازميد التي تسببت في الورم وإضافة جينات جديدة، تمكن العلماء من استخدام هذه الجراثيم كناقل لإدخال الحمض النووي المطلوب.

## اختيار الجينات المستهدفة
تتمثل الخطوة الأولى في الهندسة الوراثية بتحديد الجين أو الجينات المستهدفة لإدخالها في الكائن الحي المضيف، وعادة ما يتأثر جين واحد أو جينان فقط، أما في الحالات المعقدة يمكن تضمين مسارات التخليق الحيوي بأكملها والتي تتضمن جينات متعددة، وبمجرد العثور على الجينات والمعلومات الجينية الأخرى من مجموعة واسعة من الكائنات الحية يمكن إدخالها في البكتيريا لتخزينها وتعديلها، ما يؤدي إلى تكوين بكتيريا معدلة وراثيًا في هذه العملية. تتمتع البكتيريا بخصائص عديدة تجعل من المفيد استخدامها في تقنيات الهندسة الوراثية، فهي رخيصة، سهلة النمو، تتكاثر بسرعة، وسهلة التحويل نسبيًا ويمكن تخزينها في درجة حرارة -80 درجة مئوية إلى أجل غير مسمى، وبمجرد عزل الجين يمكن تخزينه داخل البكتيريا لتوفير إمدادات غير محدودة للأبحاث الجينية.
يمكن إجراء فحوصات وراثية لتحديد الجينات المحتملة، ومن ثم إجراء اختبارات أخرى لتحديد أفضل المرشحين. يمكن الاعتماد على طرق عديدة مثل التحور العشوائي للحمض النووي باستخدام مواد كيميائية أو إشعاع، ثم اختيار الجينات التي تملك الخصائص المرغوبة، وبالنسبة للكائنات الحية التي لا تكون الطفرات فيها شائعة، يبحث العلماء بدلًا من ذلك عن الأفراد الذين يقدمون الخاصية المطلوبة من خلال الطفرات التي تحدث بشكل طبيعي وليس مستحدث. يمكن استخدام طريقة أخرى تسمى بعلم الوراثة العكسي. تتضمن هذه الطريقة استهداف جين معين بطفرة ثم مراقبة النمط الظاهري الذي يتطور. يمكن تصميم الطفرة لتعطيل الجين أو السماح له فقط بأن يصبح نشطًا في ظل ظروف معينة. تعد الطفرات الشرطية مفيدة في تحديد الجينات التي عادة ما تكون مميتة إذا كانت غير وظيفية، ونظرًا لأن الجينات ذات الوظائف المتشابهة تشترك في تسلسلات متجانسة، فمن الممكن التنبؤ بالوظيفة المحتملة للجين من خلال مقارنة تسلسلها بتسلسل الجينات المدروسة جيدًا من الكائنات الحية النموذجية. لقد أدى تطوير المصفوفات الدقيقة، والترانسكريبتومات، وتسلسل الجينوم إلى تسهيل العثور على الجينات المرغوبة.
اكتُشفت بكتيريا العصوية التورنجية لأول مرة في عام 1901، واعتبرت عاملًا مسببًا لموت دودة القز، وبسبب هذه الخصائص المبيدة للحشرات استخدمت البكتيريا كمبيد حشري بيولوجي طُور تجاريًا في عام 1938. اكتشفت البروتينات المسؤولة عن الخصائص المبيدة للحشرات في عام 1956، وبحلول الثمانينيات نجح العلماء في استنساخ الجين الذي يشفر هذا البروتين ويعبر عنه في النباتات، وعثر على الجين الذي يوفر للنباتات مقاومة للحشرات الضارة.

## التعديل الجيني
تتضمن جميع عمليات الهندسة الوراثية تعديل الحمض النووي. يمكن عزل الحمض النووي من خلايا الكائنات الحية أو من خلال استنساخ الجينات، وبعد عزل الجينات يمكن إضافة عناصر وراثية إلى الجين للسماح بالتعبير عنها في الكائن الحي المضيف والمساعدة في اختيار الجينات المرغوبة.